# Vähävaara

Vähävaara (även Lillberget) är en ort i Gällivare kommun, Norrbottens län. Orten ligger intill Hakkas och från 1835 var Nils Nilsson Lahno invånare i byn. I juni 2020 fanns det enligt Ratsit tre personer över 16 år registrerade med Vähävaara som adress. Vid folkräkningen år 1890 fanns det 19 personer som var skrivna i byn Vähävaara och 51 i Lillberget.